# گئورگی واسیلیف
گئورگی نیکلایوویچ واسیلیف (روسی: Георгий Николаевич Васильев؛ ۲۵ نوامبر ۱۸۹۹ – ۱۸ ژوئن ۱۹۴۶) کارگردان فیلم، فیلم‌نامه‌نویس و بازیگر اهل اتحاد جماهیر شوروی بود.
از فیلم‌های او می‌توان به چاپایف اشاره کرد. وی همچنین برندهٔ جوایزی همچون نشان لنین شده است.